# Batalla de Brandywine
La batalla de Brandywine  va ser una de les confrontacions bèl·liques de la Guerra d'Independència dels Estats Units, va tenir lloc l'11 de setembre de 1777 prop de Chadds Ford, Pennsilvània i el riu Brandywine.

## Antecedents
En començar la guerra, 3.000 soldats britànics es veieren atrapats a Boston per 20.000 homes de la milícia continental, fins que després de la batalla de Bunker Hill abandonaren la ciutat.
Els americans van capturar Mont-real i Saint John's i van fracassar en el setge de Quebec i es preparaven per defensar Nova York, que es va rendir després de la batalla de Long Island als britànics comandats el 1776 per William Howe, que volia tallar en dos el territori rebel aïllant Nova Anglaterra i va conquerir els forts que guardaven la badia de Hudson i Newport (Delaware).
Howe va tractar d'apoderar-se de l'estat de Pennsilvània, però s'hi van oposar les tropes del general George Washington, atraient-les sobre el Brandywine a 40 quilòmetres de Filadèlfia.

## Batalla
La batalla va ser una victòria quasi decisiva per les tropes britàniques.

## Conseqüències
Els americans van deixar Filadèlfia, capital del bàndol revolucionari, desprotegida. Finalment, els britànics conquistarien la ciutat el 26 de setembre. George Washington es va veure obligat a passar l'hivern entrenant el seu exèrcit a Valley Forge, a Pennsilvània. Mentrestant, hi va haver una reorganització en el comandament britànic, amb Henry Clinton com a comandant en cap substituint Howe, que havia dimitit. Amb l'entrada de França en la guerra i l'exèrcit més preparat, i Washington va enviar al marquès de la Fayette amb una guàrdia d'avançada, que va parar una emboscada a la batalla de Barren Hill.
Clinton va rebre l'ordre del govern d'abandonar Filadèlfia i defensar Nova York, ara vulnerable a poder naval francès. L'exèrcit de Washington va seguir Clinton en la seva retirada.